# Orthonama magnitactata
Orthonama magnitactata là một loài bướm đêm trong họ Geometridae.